# Thandiwe Muriu
Thandiwe Muriu est une photographe kényane, née à Nairobi en 1990, connue notamment pour ses portraits sublimant la femme africaine.

## Biographie
Thandiwe Muriu est née en 1990 à Nairobi, au sein d’une famille d’artistes, avec une sœur devenue styliste et une autre devenue pianiste. Elle grandit à Nairobi,,.
Son père, photographe, la dote d’un appareil photo alors qu’elle est encore adolescente, à quatorze ans. Elle se forme en autodidacte. Ce père l’encourage ensuite à vivre de cette passion pour la photographie.
Inspirée par les images des magazines féminins tel que le magazine Vogue , recourant à une de ses sœurs comme premier modèle,, Thandiwe Muriu publie dans un premier temps sur les réseaux sociaux, puis est contactée pour des photographes professionnels et se lance dans le domaine de la photographie commerciale, un domaine alors dominé par les hommes au Kenya,.
Mais elle mène surtout, depuis 2015, notamment avec la série CAMO, des recherches plus personnelles où elle bouscule les codes de la photographie et l’art du portrait, . Ces travaux constituent  un hymne à la beauté africaine,,.
Malgré la pandémie de Covid-19, elle émerge sur la scène internationale en 2020 et est présente dans des expositions collectives comme  Photo London ou encore AKAA, mais aussi à la 193 Gallery à Paris, en novembre-décembre de cette année 2020, dans une exposition intitulée Colors of Africa,. L'Alliance française de Nairobi organise également sa première exposition personnelle,.
Elle ne se reconnaît pas dans l’idéal de beauté féminin véhiculé par les magazines occidentaux, même si la production photographique de ces magazines l’a inspirée. Ses modèles sont des femmes noires, dont elle magnifie la peau foncée.« Je voulais que les petites filles se voient dans mon travail, qu'elles reconnaissent la beauté de leur peau, de leurs lèvres et de leurs hanches », précise-t-elle.
Elle utilise en fond d’image et pour les tissus des vêtements des couleurs éclatantes, tissus qu’elle sélectionne dans les échoppes de Nairobi. Le modèle féminin pose le plus souvent frontalement. Les couleurs vives et pop  font ressortir la couleur de la peau, et la chevelure à la coiffure africaine et contemporaine. Ses modèles peuvent avoir aussi des dents du bonheur, un nez épaté, des lèvres fortes. Elle détourne également, avec humour, des objets du quotidien de leur usage habituel :  pinces à linge, passoires qui deviennent des chapeaux, moules à gâteaux transformés en lunettes, etc..
En 2025, plusieurs de ses œuvres sont présentées au musée de l'homme, à Paris dans une exposition consacrée au wax : « je pense aux fameuses Nana Benz du Togo ou aux commerçantes derrière les étals des marchés de Nairobi », explique-t-elle. « Le wax est non seulement le médium qui me permet d'aborder certaines problématiques liées à la femme, mais aussi le tissu qui a accompagné mon cheminement féminin ».